# Руденко, Константин Александрович
Константин Александрович Руденко (род. 2 октября 1967, г. Казань, Татарская АССР) — российский археолог, специалист музейного дела, доктор исторических наук, профессор кафедры искусствоведения, живописи и графики Казанского государственного института культуры.

## Биография
Константин Александрович Руденко родился 2 октября 1967 года в городе Казани. В 1984 году, сразу после окончания средней школы № 64, поступил на исторический факультет Казанского государственного университета им. В.И. Ульянова-Ленина. Со второго курса был призван в ряды Вооружённых сил СССР, где отслужил два года. Продолжив учёбу в университете после увольнения в запас, окончил его в 1991 году по специальности «история, преподаватель истории, обществоведения». Уже во время учёбы в университете выбрал своей основной специальностью археологию, с 1987 года занимался научно-исследовательской и научно-организационной деятельностью в экспедиции КГУ в качестве начальника отряда.
В 1991—1994 обучался в заочной аспирантуре кафедры археологии Московского государственного университета у профессора Г. А. Фёдорова-Давыдова.
В 1992—1993 — ответственный исполнитель археологической экспедиции КГУ, проводившей охранно-спасательные раскопки археологических памятников в зоне строительства грузового причала у с. Сорочьи Горы Рыбно-Слободского района РТ.
В 1993—1997 работал в Новостроечной археологической экспедиции Министерства культуры Татарстана по мониторингу памятников археологии республики, а также проведению охранно-спасательных работ в зоне строительства мостового перехода через Каму в районе Мурзиха—Сорочьи Горы. 
С 1997 по 2008 — заведующий отделом археологии и этноэкологии Национального музея Республики Татарстан.
С 2008 и по настоящее время — профессор кафедры искусствоведения, живописи и графики Казанского государственного института культуры. 
В 1995 г. защитил кандидатскую («Материальная культура булгарских селищ XII-XIV вв. низовьев р. Кама»); в 2004 г. — докторскую («Процессы этнокультурного взаимодействия в Волго-Камье в конце X-XIV вв. по археологическим данным») диссертации по археологии.
Специалист в области средневековой археологии и искусства, а также музейного дела. Разработал модель развития степных и лесостепных областей Волго-Камья, в процессе освоения их человеком с разными системами землепользования, социальной и культурной организацией на основе археологических материалов, а также исследование процессов этнокультурного взаимодействия на разных этапах освоения новых ландшафтов, пришлым и коренным населением в эпоху средневековья.
Член редакционной коллегии научного журнала «Татарская археология» (1999—2012).

## Основные труды
Автор около 500 работ и 27 научных монографий, каталогов и учебных пособий. Также автор и научно-популярных, историко-художественных книг, посвящённых истории и культуре Волжской Булгарии.
- Процессы этнокультурного взаимодействия в Волго-Камье в конце X - XIV вв. по археологическим данным : диссертация … доктора исторических наук : 07.00.06. — Казань, 2004. — 483 с.

- Руденко К. А. Тюркский мир и Волго-Камье в XI-XIV вв. Изделия аскизского круга в Среднем Поволжье. Исследование и каталог. — Казань: Заман, 2001. — 256 с.
- Руденко К. А. Материальная культура булгарских селищ низовий Камы XI-XIV вв.. — Казань: «Школа», 2001. — 244 с.
- Руденко К. А. Железные наконечники стрел VIII-XV вв. из Волжской Булгарии: Исследование и каталог / Национальный музей Республики Татарстан. — Казань: Заман, 2003. — 512 с. — ISBN 5-89052-021-0.
- Руденко К. А. Тетюшское II городище в Татарстане. — Казань: Заман, 2010. — 152 с. — ISBN 987-5-89052-055-5.
- Руденко К. А. Археология ХХ в.: две жизни - две судьбы: О.С. Хованская и А.М. Ефимова. — Казань: Изд-во МОиН РТ, 2010. — 76 с.
- Руденко К. А. Средневековое оружие Волго-Камья: железные наконечники стрел VIII-XVII вв. н. э. : (справочник-определитель археологического материала) : руководство для практической работы / Восточная экономико-юридическая гуманитарная акад. (Акад. ВЭГУ). — Уфа: Акад. ВЭГУ, 2010. — 253 с. — ISBN 978-5-87865-545-3.
- Булгарское золото: филигранные височные подвески. Древности Биляра. Т. I. Казань: Заман, 2011. 256 с.
- Руденко К. А. История археологического изучения Волжской Булгарии (Х - начало XIII в.). — Казань: РИЦ «Школа», 2014. — 768 с. — ISBN 978-5-85247-743-9.
- Булгарское серебро. Древности Биляра. Том II. Казань: Заман, 2015. 528 с.
- Руденко К. А. Исследования VI Алексеевского и Мурзихинского селищ в Татарстане в 1992—1996 гг. / Рец.: д.и.н. А. Г. Ситдиков, к.и.н. В. Ю. Коваль. — Казань: ЗАО «Издат. дом «Казанская недвижимость», 2015. — 400 с. — ISBN 978-5-9907552-3-9.
- Руденко К. А. Казанские коллекционеры XIX в. (из истории музейного дела Казанского края). — Казань: РИЦ «Школа», 2017. — 172 с.
- Руденко К. А. Этюды по музейной антропологии. — Казань: РИЦ «Школа», 2017. — 268 с.
- Руденко К. А. Биляр. Осень 1236 года. — Казань: Заман, 2017. — 72 с. — 2000 экз. — ISBN 978-5-4428-0102-6.